# セミラミス (バンド)
セミラミス（Semiramis）は、1973年に1枚のLP『フラッツに捧ぐ』を制作したイタリアのティーンエイジャーによるプログレッシブ・ロック・バンドである。

## 略歴
バンドは1970年にマウリツィオ・ザリッロ（キーボード）と、彼の2人の従兄弟であるマルチェロ・レッダヴィデ（ベース）とメンモ・プルヴァーノ（ドラム）らによって結成された。当時、彼らは全員15歳であった。2年後、それまでシンガーを務めていたマウリツィオ・マシオチェに代わって16歳のミケーレ・ザリッロが加入した。プルヴァーノが脱退して、ドラマーのパオロ・ファエンツァがメンバーに合流するまでに、彼らはローマでの野外ライブ・コンサートに参加した。
1973年にTrident Recordsによってリリースされた彼らの唯一のアルバムは、商業的には成功しなかったが、後に古典的なイタリアン・プログレッシブ・ロックのアルバムとみなされた。アルバムはゴードン・ファゲッターによるカバーアートをフィーチャーしていた。良い評価の中にはこのようなものがあった。「セミラミスはあらゆる角度から音楽を積み重ねています。シンセサイザーは不自然に鳴り、ボーカルは悲鳴を上げ、ギターは毎秒数百マイルの速さで唸り、ドラムは部屋中を飛び越えます。バンドとはどれくらい多くのアイデアを詰め込めるものでしょう? ここには文字通り15枚のアルバムがあります!」。
バンドが解散した後、シンガーでギタリストのミケーレ・ザリッロは、ロヴェッショ・デッラ・メダーリャの後継バンドに加わった。1980年代に、彼はポップ・ミュージック・シンガーとしてのソロ・キャリアを成功させ、10枚のスタジオ・アルバムと多数のシングルをリリースしている。

## メンバー
- ミケーレ・ザリッロ (Michele Zarrillo) - ギター、ボーカル
- マウリツィオ・ザリッロ (Maurizio Zarrillo) - キーボード
- マルチェロ・レッダヴィデ (Marcello Reddavide) - ベース
- パオロ・ファエンツァ (Paolo Faenza) - ドラム、パーカッション、ボーカル
- ジャンピエロ・アルテジャーニ (Giampiero Artegiani) - アコースティックギター、シンセサイザー

## 来日公演
- 2017年

8月12日 CLUB CITTA’ (ザ・ベスト・オブ・イタリアン・ロック Vol. 5)

## ディスコグラフィ

### アルバム
- 『フラッツに捧ぐ』 - Dedicato A Frazz (1973年) ※旧邦題『デディケイト・ア・フラッツ』
- Frazz Live (2017年) ※CD+DVD、ライブ